# Lytarmes claripennis
Lytarmes claripennis är en stekelart som först beskrevs av Cameron 1907.  Lytarmes claripennis ingår i släktet Lytarmes och familjen brokparasitsteklar. Inga underarter finns listade i Catalogue of Life.